# Bulbophyllum leptosepalum
Bulbophyllum leptosepalum är en orkidéart som beskrevs av Joseph Dalton Hooker. Bulbophyllum leptosepalum ingår i släktet Bulbophyllum och familjen orkidéer. Inga underarter finns listade i Catalogue of Life.